# Гуднайт (Міссурі)
Гуднайт (англ. Goodnight) — селище (англ. village) в США, в окрузі Полк штату Міссурі. Населення — 18 осіб (2010).

## Географія
Гуднайт розташований за координатами 37°27′7″ пн. ш. 93°13′48″ зх. д. / 37.45194° пн. ш. 93.23000° зх. д. (37.452034, -93.229865).  За даними Бюро перепису населення США в 2010 році селище мало площу 1,85 км², з яких 1,81 км² — суходіл та 0,05 км² — водойми.

## Демографія
Згідно з переписом 2010 року, у селищі мешкало 18 осіб у 8 домогосподарствах у складі 5 родин. Густота населення становила 10 осіб/км².  Було 11 помешкання (6/км²).
Расовий склад населення:
| - 100,0 % — білих |

До двох чи більше рас належало 0,0 %. Частка іспаномовних становила 0,0 % від усіх жителів.
За віковим діапазоном населення розподілялося таким чином: 27,8 % — особи молодші 18 років, 61,1 % — особи у віці 18—64 років, 11,1 % — особи у віці 65 років та старші. Медіана віку мешканця становила 40,5 року. На 100 осіб жіночої статі у селищі припадало 157,1 чоловіків;  на 100 жінок у віці від 18 років та старших — 116,7 чоловіків також старших 18 років.
Цивільне працевлаштоване населення становило 3 особи. Основні галузі зайнятості: транспорт — 100,0 %.